# Grote brand van Chicago

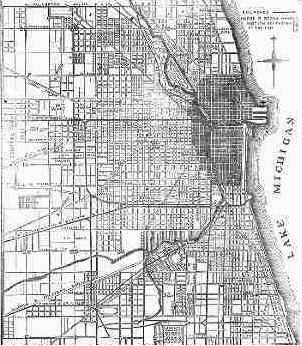
Kaart van Chicago uit 1871 met in het grijs aangegeven waar de branden hebben gewoed.

De Grote brand van Chicago 1871 duurde 2 dagen, 8 en 9 oktober 1871, brandde de binnenstad van Chicago grotendeels plat en maakte 90.000 mensen dakloos (ongeveer 1/3 van de bevolking). Gezien de omvang van de brand viel het aantal slachtoffers toch mee: 300 mensen ontkwamen niet aan de felle branden.
De brand was niet één groot vuur, maar een opeenvolging van negen branden, door elkaar aangestoken door rondvliegend gloeiend materiaal, die uiteindelijk samensmolten in één ongenadig inferno.
Het zou allemaal begonnen zijn op 8 oktober om half negen 's avonds, in de stal van mevrouw O'Leary op 137 De Koven Street, waar een koe een olielamp omver liep. Dit bleek later echter verzonnen door een journalist. De echte oorzaak van de brand is onbekend.
Terwijl de brandweer al problemen ondervond ook door totale verwarring, spreidde het vuur zich snel uit naar het noorden en oosten. Negentig minuten later sloeg een enorme vlammenzee door de opwaartse luchtstroom over naar het noorden in Bateham's Mills, waar een tweede brand ontstond. Vuurhaarden verspreidden zich vanuit daar naar de overkant van de rivier in het kantorendistrict, en om 2:30 uur 's nachts breidde een opwaaiende vuurhaard uit op grondgebied ten noorden van de rivier.
Aangewakkerd door sterke wind, brandden de samenvoegende vuurhaarden bijna het hele westelijke deel van de stad plat, en een strook van het noordelijke deel breidde zich uit richting noordnoordoost tot de rand van het meer rond 6:00 uur 's morgens de volgende dag. Toen was de brand niet meer te stoppen.
De volgende 22 uur vernietigde het vuur het kantorendistrict, de rand van het meer en de haven, en een grote strook van het noordelijke North Side tot aan Fullerton, waarna de regen het vuur uiteindelijk stopte.
Op de plaats waar alles zou zijn begonnen, is nu de Chicago Fire Academy gevestigd.

## Peshtigo Fire en Great Michigan Fire
Niet toevallig ontstond de brand na een kurkdroge zomer 1871. Op dezelfde dag begon de Peshtigo Fire nabij het stadje Peshtigo (Wisconsin), die 490.000 ha verwoestte, en naar schatting 1.500 tot 2.500 slachtoffers eiste, de dodelijkste natuurbrand in de Amerikaanse geschiedenis. Ook de Great Michigan Fire en de Port Huron Fire ontstonden op die dag.